# Philippe Redon
Philippe Redon (Gorron, 12 dicembre 1950 – Rennes, 12 maggio 2020) è stato un calciatore e allenatore di calcio francese, di ruolo attaccante.

## Carriera

### Giocatore
A livello di calcio giocato Redon ha sempre preso parte al campionato francese, vestendo diverse maglie dei club più rappresentativi, tra cui Paris Saint-Germain, Bordeaux e Saint-Étienne.

### Allenatore
In seguito al ritiro dal calcio giocato, avvenuto nel 1988, comincia ad allenare il Creteil. Negli anni seguenti gira diversi paesi e ricopre il ruolo di CT in diverse squadre e nazionali, come il Camerun, selezione che guiderà alla Coppa d'Africa del 1992.

## Palmarès

### Giocatore

#### Competizioni nazionali
- Supercoppa francese: 1

Rennes: 1971
- Coppa di Lega francese: 1

Laval: 1981-1982